# Midden-Brabant Poort Omloop
Midden-Brabant Poort Omloop ist ein belgisches Eintagesrennen im Straßenradsport.
Der Wettbewerb findet seit 2011 jährlich im Juni statt. Seit 2017 ist es Teil der UCI Europe Tour in Kategorie 1.2.
Start und Ziel liegen in der Stadt Gilze in der Provinz Noord-Brabant. Nach dem Start gibt es eine 1,5 km lange neutralisierte Strecke, bevor das Rennen richtig startet. Es werden je vier große und kleine Runden gefahren. In der großen Runde gibt es zwei Kopfsteinpflasterabschnitte.

## Palmarès (ab 2017)
| Jahr | Sieger              | Zweiter              | Dritter            |          |
| ---- | ------------------- | -------------------- | ------------------ | -------- |
| 2017 | Jaap Kooijman       | Rory Townsend        | Alexander Krieger  |          |
| 2018 | Julius van den Berg | Harry Tanfield       | Rick van Breda     |          |
| 2019 | Arvid de Kleijn     | Alexander Krieger    | Yoeri Havik        |          |
| 2020 | abgesagt            | abgesagt             | abgesagt           | abgesagt |
| 2021 | abgesagt            | abgesagt             | abgesagt           | abgesagt |
| 2022 | Mārtiņš Pluto       | Hartthijs de Vries   | Reece Wood         |          |
| 2023 | Thimo Willems       | Stijn Appel          | Jeroen Van Krimpen |          |
| 2024 | Floris Van Tricht   | Casper van der Woude | Tijn Louwerensen   |          |
| 2025 | Timo de Jong        | Joran Wyseure        | Yanne Dorenbos     |          |

## Palmarès (2011–2016)
| Jahr | Sieger            | Zweiter              | Dritter             |
| ---- | ----------------- | -------------------- | ------------------- |
| 2011 | Erik Jan Kooiman  | Harm Bronkhorst      | Peter Woestenberg   |
| 2012 | Erik Jan Kooiman  | Jorn Knops           | Thijs van Beusichem |
| 2013 | Sander Oostlander | Nils van Kooij       | Timo Roosen         |
| 2014 | Tom Vermeer       | Rens te Stroet       | Marco Brus          |
| 2015 | Twan Brusselman   | Patrick van der Duin | Bram de Kort        |
| 2016 | Rens te Stroet    | Luuc Bugter          | Mitchell Mulhern    |